# 호리 에이조

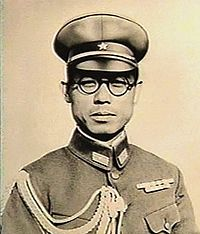
호리 에이조

호리 에이조(堀 栄三, 1913년 10월 16일~1995년 6월 5일)은 일본의 육군군인, 육상자위관이다. 최종계급은 육군 중령(일본육군), 소장(육상자위대)로 예편했다.
정확한 정보를 수집하고 분석하는 과정을 무시하던 대본영에서 정보 분석과정으로 미군의 침공패턴을 정확히 읽어 "맥아더의 참모"라는 별명을 얻었다. 전쟁 동안 야마시타 도모유키 육군대장의 참모로 전후엔 해외 전쟁사 연구가로서 능력을 높게 평가받았다.
참의원이자 일본의 국토교통대신이었던 마에다 다케시(前田武志)의 삼촌이기도 하다.

## 전쟁 중
나라현 요시노군 니시요시노무라(현 고조시) 출신으로 육군항공본부장 제1사단장 항공병단사령관이던 호리 다케오(堀丈夫) 육군 중장의 양자가 되었다. 27년에 동경 육군유년학교에 입학하고 30년에 일본 육군사관학교에 진학했다. 상하이 전투의 진지돌파 사례학습 도중 물량 앞에서 정신주의는 의미가 없다는 교훈을 얻어 이후 정보분석의 기본방침으로 삼았다. 34년 육사 46기로 졸업하고 기병소위로 임관후 기병대에 배치되었다. 36년 기병중위로 진급, 37년에 기병학교에서 수학한 후 38년 육군예비사관학교 교관으로 근무, 기병대위로 진급. 40년 일본 육군대학교에 입학 42년 육군대학 56기로 졸업했다. 소좌 진급후 육군전차학교에서 근무했다. 정보분석으로 평가가 높았던 호리였지만 일본 육군대학교 졸업후 대본영 작전과에 배속을 희망했었다. 당시 작전과에는 성적 5위 이내의 온시구미(恩賜組)만이 배속되는 불문율이 있었고 호리는 성적이 6위였다. 그래서 호리는 정보부에 배속되었다.
43년 육사전술교관으로 근무하다가 대본영 육군부 제2참모로 대본영에서 근무한다. 독일과와 소련과를 거쳐 미국과로 이동하게 되는데 독일과 소련처럼 스타일이 다른 곳들을 거친 것은 이후 호리의 분석에 도움이 되었다. 미국군의 패턴을 연구해 이후 미군의 상륙패턴을 과학적으로 분석하여 44년에는 『적군전법 빨리알기(敵軍戦法早わかり)』라는 책자를 써서 미군으로 무모한 돌격을 하거나 총검술따위로 자멸하지 않도록 하는 내용을 전파했는데 이 내용을 처음 채택한 사단은 펠렐리우 전투로 유명한 나카가와(中川州男)였다. 이전까지는 중국과의 전투경험만을 기초로 해서 미군과 싸워왔기 때문에 사기가 낮은 상태에서 무모한 돌격만을 감행해 일본군의 손실만 커져가던 상황이었다. 이후 이오지마 전투과 오키나와 전투 등의 미군과의 전투에서 미군의 손실이 증가했다.
『적군전법 빨리알기』이후 대본영에서도 의견을 조절하여 각 사단이 전략을 세울때 현지 조사를 통해 상대방의 전투방법을 상세히 파악하는 형태가 권장되었다.

## 대만해협 전투분석
44년 『적군전법 빨리알기』를 강의하러 필리핀 제14방면군으로 가던 중 기차에서 뉴타바루 기지로 이동하다가 포르모사 공중전이 발생한 것을 듣고 다른 승객들과 전과에 대해 들었다. 호리는 자신에게 축적된 지난 1년간의 정보와 어긋난다고 생각한다. "현장의 보고를 그대로 삼켜서 전과를 확인하지 않고 적을 섬멸했다고 믿어버리는 것 아닌가" 호리는 비행기에서 나오는 파일럿들에게 여러 가지 질문을 했지만 그들이 애매한 대답밖에 못하는 것을 보고 자신의 판단을 믿기로 해 자신의 상사인 대본영육군제2부장에게 전보를 친다. "이 성과는 믿을 수 없다. 많아야 2, 3척을 침몰시킨 것이고 그것이 항공모함인지조차 의문이다" 이 보고는 상부에서 묵살당했다.
당시 대본영의 작전참모였던 세지마 류조에게 묵살당했을 가능성이 높다. 진상은 알 수 없지만 이 전보는 현재 남아있지 않다. 호리는 마닐라로 이동하면서 타이페이공항 위를 지날때 비행장 시설의 피해등을 살펴보고 이것은 상륙전 주변지역의 항공기지를 먼저 공격하는 전형적인 미군의 공격패턴을 확인한다. 당시 미군은 레이테섬 상륙을 목적으로 3단계 공습계획을 짜고있던 상황이었다.
호리는 마닐라에 도착한 뒤 남방 총군사령부2과에서 대만해협항공전의 전과 재검토를 다시 언급하며 미군은 건재하고 항공모함도 12척이 있다고 계산한다. 제14방면군 사령관 야마시타 도모유키(山下奉文) 대장, 참모 부장 니시무라 도시오(西村敏雄) 소장에게 보고했다. 보고할 때 미군 함재기에 의한 마닐라 공습이 있었고 상관들은 호리의 보고를 믿지 않을 수 없었다.
헌병대가 격추당한 미군 함재기의 파일럿을 신문한 결과, 루손섬을 공습 중인 미군 정규 항공모함이 12척이고 그 함명이 모두 판명하가능하다고 알려졌다. 대본영 해군부의 발표로 대만해협 전과는 모두 오류였으며 호리가 보고한 것이 옳았음이 밝혀졌다.
14방면군 작전참모를 거쳐 45년 다시 대본영육군부 영미반 참모를 거친 후 종전을 맞았다.

## 전쟁 후
1954년 육상 자위대에 입대. 요시다 시게루 수상의 군사 브레인으로 자위대 창설의 주역이던 다쓰미 에이이치(辰巳栄一)가 불러서 돌아온 것이다. 서독대사관 방위주재관과 통합막료회의 제2실실장을 맡은 후 67년 육장보로 퇴임한다.
60년 겨울 서독의 칼스루에의 전차공장을 주재무관단의 일원으로 시찰했다. 그래서 일본내 전차제작 기술자들이 호리를 방문해 "일본 방위청에서는 독일 전차를 참고해 일본의 신전차를 만들고 싶지만 정작 독일 전차를 볼 기회가 없습니다. 독일 전차의 특정 부분 치수를 정확히 재어 주면 나머지는 대략 알 수 있으니 좀 부탁합니다."라고 부탁했다. 호리는 자신의 손가락과 소지가 허락된 지우개달린 연필을 이용해 견학하면서 부탁받은 부분의 치수를 정확히 쟀다. 대사관에서 기다리던 그 기사들은 호리의 정보를 받고 매우 고마워했다.
74년 오사카 가쿠인 대학 독일어 강사를 하다가 고향에서 촌장일을 하면서 지역 특산물인 요시노 감을 보급하는데 힘썼다.
호리는 전후 전쟁중의 일에 대해서는 함구하며 지냈다. 그러다가 86년 어느 잡지의 좌담회에서 대만해협의 전과 과장에 대한 호리의 전보 얘기가 나오면서 관심이 집중되었다. 84년부터 전사연구가인 호사카 마사야스(保阪正康)가 호리를 취재중이기도 했다. 결국 89년 호리의 회상록인 『 대본영 참모의 정보 전기 』가 출간된다. 사실 호사카의 취재요청을 호리는 계속 거절하다가 호사카의 지속적인 방문 이후 신뢰가 쌓여 점차 자주 만나게 되었다고 한다.
촌장 2기생활 중 95년 암으로 사망했다. 82세.
나라현 니시요시노무라에 있는 호리의 집은 마쓰모토 세이초와 히구치 기요유키(樋口清行)가 쓴 『 나라의 여행 』이라는 책에 아시카가시대(足利時代) 초기의 건축양식을 보존하는 집으로 소개되어 있다. 79년 이후 중요문화재로 지정되었다.

## 저서
- 『 비극의 야마시타 병단 』 1946년
  - 이걸 쓰다가 전 육군 중장이었던 아버지에게 "진 전쟁을 자랑스럽게 쓰고 그걸로 돈을 받느냐"라는 질책을 듣고 미완의 원고로 두었다. 이것을 보강한 책이 89년에 나온 정보전 기록이다.
- 『 호리 회상록 』 1987년
- 『 대본영 참모의 정보전 기록 』 1989년

## 같이 보기
- 포르모사 공중전
- 펠렐리우 전투